# Cantonul Montfermeil
Cantonul Montfermeil este un canton din arondismentul Le Raincy, departamentul Seine-Saint-Denis, regiunea Île-de-France, Franța.

## Comune
| Comune      | Populație (1999) | Cod poștal | Cod INSEE |
| ----------- | ---------------- | ---------- | --------- |
| Coubron     | 4 712            | 93470      | 93015     |
| Montfermeil | 25 963           | 93370      | 93047     |
| Vaujours    | 6 643            | 93410      | 93074     |